# Carlomán de Baviera
Carlomán (830-22 de marzo de 880), monarca carolingio de los francos orientales. Hijo de Luis el Germánico y de Emma de Altdorf. Se le puso al frente de las Marcas orientales en 856 y recibió tras la muerte de su padre el título de rey de Baviera en el año 876. Se convirtió en rey de Italia desde la muerte de Carlos el Calvo en 877. Dos años después, en 879, abdicó a favor de sus hermanos Carlos III el Gordo y Luis III. Fue padre de Arnulfo de Carintia.

## Juventud
Se desconoce la fecha en que nació Carlomán, pero se calcula que en torno a 828 o 830. Su nombre se debe probablemente al intento de su padre de hacerse con el gobierno de Alemannia que se evidenció en la asamblea de Worms de 829: en efecto, el primer carolingio que había regido Alemania entre 741 y 748 y la había sometido a la autoridad franca había sido Carlomán, el hijo de Carlos Martel.
Carlomán participó en la guerra civil de 840-43, que enfrentó a su padre y a sus tíos, Lotario y Carlos el Calvo. Su primera aparición en los textos es como jefe de un ejército que llevaba refuerzos de Baviera a su padre, en 842, que por entonces se hallaba en Worms. Condujo a este ejército, junto con su padre y su tío Carlos, en la batalla que enfrentó a estos con Lotario. Así comenzó su intensa carrera militar. Notkero Bálbulo, que lamentaba la decadencia de la dinastía una generación más tarde, llamó a Carlomán bellicosissimus (belicosísimo).
Participó en el consejo que celebró su padre en Ratisbona en octubre de 848, en el que se felicitó al jefe militar eslavo (dux) Pribina por su recia defensa de la frontera bávara. La firma de Carlomán es la primera del documento de agradecimiento de un señor secular —primero aparecen las de los eclesiásticos—.
Carlomán tuvo una relación con Liutswind, hija del conde bávaro Ratolt y cuñada del conde Sigihard de Kraichgau durante la década de 840. Fue su primer gesto político independiente, que evidencia su estrecha relación con Baviera. Liutswind tuvo un hijo suyo hacia 850, Arnulfo. El nombre de este se escogió con intenciones políticas: el fundador de la dinastía carolingia había sido el obispo Arnulfo de Metz), aunque ningún rey lo había usado hasta entonces y, por lo tanto, parecía adecuado para el primogénito bastardo. El nombre es la prueba principal de que Liutswind y Carlomán no estaban casados. Arnulfo y su primo, Hugo —hijo natural él también, del hermano de Luis, hermano de Carlomán— estaban en Coblenza, en la corte de su abuelo hacia 860, probablemente tanto en calidad de rehenes para asegurar la fidelidad de sus padres respectivos como para completar su formación militar bajo la supervisión del abuelo.

## Guardián de la frontera suroriental

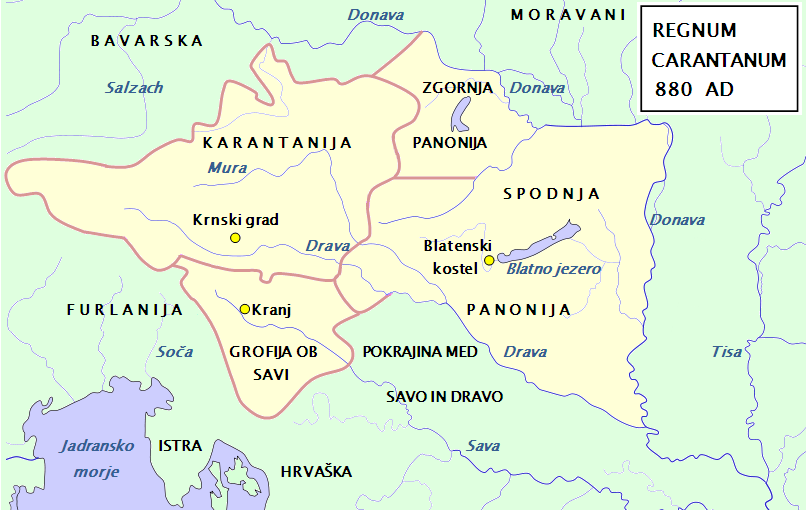
Carantania y las regiones surorientales del imperio en la segunda mitad del siglo

Luis asoció a Carlomán al poder en 856 al nombrarlo gobernador de Carantania. Según los Annales Fuldenses (863), se le concedió el título de «prelado de los carantanos» (en latín: praelatus Carantanis). Era la primera vez que ejercía el cargo de gobernador, por lo que Luis no le cedió el gobierno de toda la marca de Panonia, cuyo gobernador solía administrar el territorio desde Tulln. Carlomán solamente obtuvo la gestión de la zona interior de la marca (Carantania), para que adquiriese experiencia administrativa, y también quizá porque su padre no deseaba que se hiciese demasiado poderoso.
Sin embargo, Carlomán extendió su autoridad desde Carantania a otras regiones fronterizas del reino paterno. Desde 857, aparece ya ocasionalmente como testigo en algunas cartas paternas, y en 858 se le otorgó el mando de la expedición militar contra la Gran Moravia.
Se enemistó con algunos jefes militares de la frontera sureste en 861, a los que destituyó y cuyos puestos entregó a hombres que le eran leales. Esto lo hizo sin haber obtenido antes el beneplácito paterno, por lo que en 862 estalló el conflicto entre padre e hijo: Carlomán se coligó con Rastislav de Moravia, se apoderó de todas las regiones suorientales y penetró en el Ducado de Baviera hasta el río Inn. Hubo un intento por reconciliar a Luis con su hijo, que fracasó; la contienda continuó, pues, y en 863 el rey invadió los territorios de su hijo, lo obligó a someterse y se lo llevó preso.
Luis nombró gobernador de las marcas orientales al conde Gundachar, y Carlomán siguió en poder de su padre hasta 864, cuando se escapó y regresó a Carantania. El apoyo de sus seguidores le permitió hacerse con el poder en la provincia. Por entonces el rey Luis campeaba por Moravia, pero al punto abandonó las operaciones contra los moravos y se encaminó al sur, hacia Carantania. Finalmente no hubo choque entre los ejércitos del padre y el hijo, que se reconciliaron. Los dos se reunieron y alcanzaron un acuerdo: Carlomán se sometió a la autoridad paterna, pero a cambio el rey le concedió el gobierno de las marcas orientales.
Se conserva una carta de Carlomán a su padre del año 869 en el que le describe las condiciones de la frontera. Carlomán logró someter la Gran Moravia a la autoridad franca en 870 mediante un acuerdo con Svatopluk, que apresó a su tío Rastislav, el príncipe moravo, y se lo entregó a Carlomán. En la invasión franca que siguió al pacto, el arzobispo moravo Cirilo también fue prendido y enviado a Carlomán. Esta capturó asimismo a Svatopluk en 871, con lo que pudo hacerse con el dominio directo del principado, aunque poco después decidió devolvérselo a Svatopluk, con el fin de pacificar el territorio. Esto resultó un grave error: Svatopluk se rebeló contra él tan pronto como llegó a Moravia e infligió copiosas bajas al ejército franco.
Los representantes del rey Luis y los de Svatopluk firmaron la paz que puso fin a la contienda en las marcas orientales en Forchheim en 873, tras la repetida mediación del papa Juan VIII.

## División de Fráncfort
Luis decidió definir la posición de sus tres hijos en el gobierno para evitar futuros conflictos dinásticos. El acuerdo, que se conoce como la «división de Fráncfort», se alcanzó en esta ciudad en 865. Baviera y las marcas surorientales se concedieron a Carlomán; Sajonia y Franconia a Luis el Joven; y Alamania a Carlos el Gordo. Los príncipes obtendrían el gobierno efectivo de estos territorios únicamente cuando falleciese el rey Luis. Ninguno ostentó el título regio en vida de Luis; la posición de los hijos en la gestión de los asuntos públicos había quedado claramente delimitada y Luis se había reservado para sí las principales prerrogativas regias.
Los tres hijos desposaron a nobles de las regiones que les habían sido concedidas. Carlomán se casó con la hija de un jefe bávaro (dux) de nombre Ernesto, a quien los Annales Bertiniani describen como el «más grande de los grandes del rey». Este matrimonio debió de celebrarse antes que la caída en desgracia y destitución de Ernesto, que aconteció en 861, dado que el rey Luis ya había mostrado su firme oposición a la pretensión de su segundo hijo de casarse con una mujer de otra familia caída en desgracia en 858-59.
Según los Annales Bertiniani, escritos por el arzobispo Hincmaro de Reims en la década de 870, por entonces la madre de Carlomán, Emma, animaba a su marido a favorecerlo frente a sus otros hermanos. Esta es la primera noticia que se tiene de la participación de Emma en política, y quizá se debió a la enfermedad que aquejó a Luis entre 869 y 870. Por otra parte, el historiador Ernst Dümmler considera que Carlomán debió de contar con el decidido apoyo de su madre.

## Señor de Italia

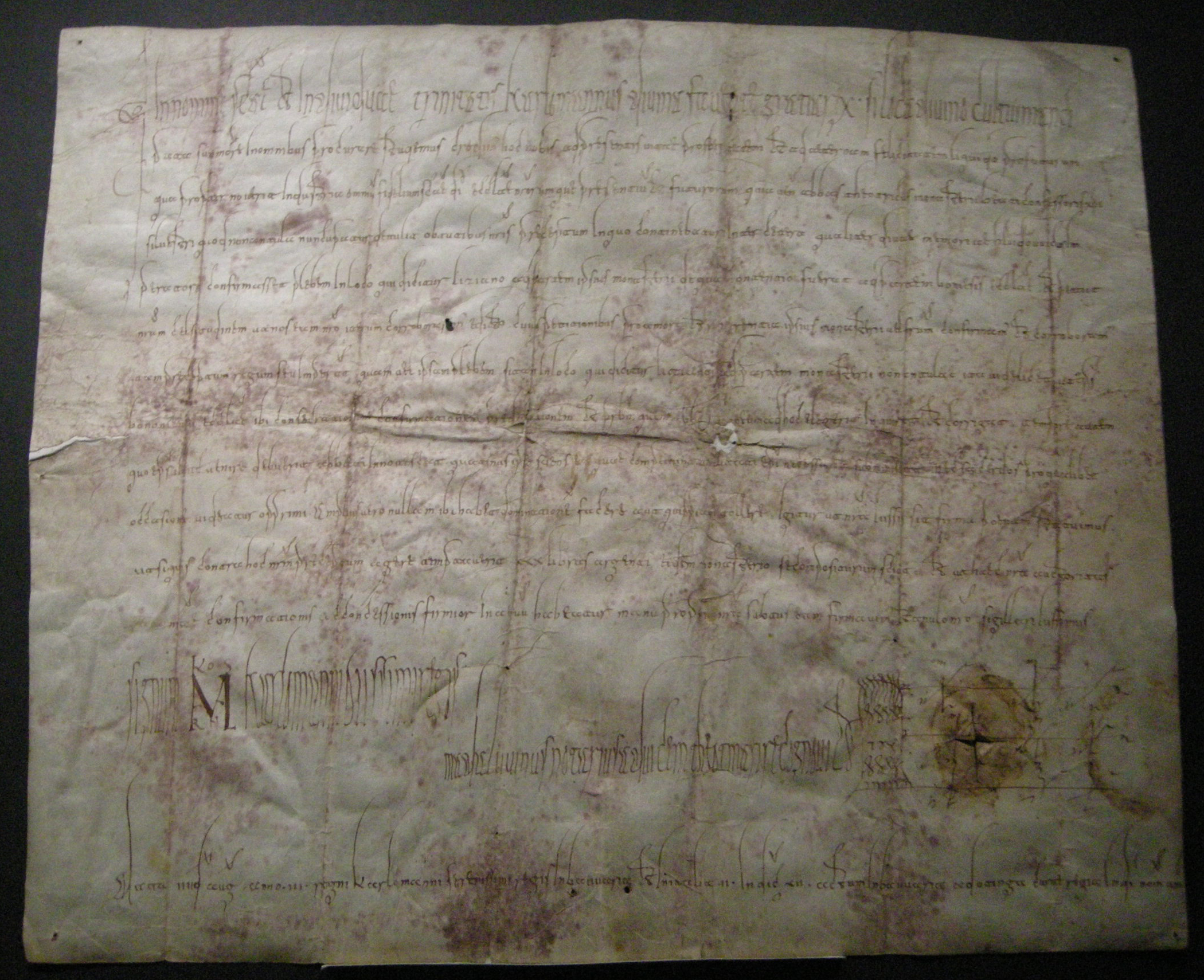
Carta en la que Carlomán confirma a la abadía de Nonantola la posesión del baptisterio (pieve) de Lizzano

Luis II de Italia falleció el 12 de agosto de 875; Luis el Germánico reclamó su reino para sus hijos Carlomán y Carlos el Calvo. El papa Juan VIII, amenazado por las continuas incursiones de los musulmanes sicilianos, tomó partido por Carlos. Carlomán penetró en Italia al frente de un ejército y obtuvo un diploma del monasterio de San Clemente, una de las fundaciones favoritas de Luis II. En el documento Carlomán se proclamaba el heredero escogido por el difunto Luis II. Según los Annales Fuldenses, Carlos tuvo que entregarle gran cantidad de oro, plata y joyas para que se marchase de Italia. El rey Luis falleció el 28 de agosto de 876 y, en consecuencia, sus hijos obtuvieron el título de reyes en los territorios que se les habían asignado. Sin embargo, Carlos el Calvo murió también el 6 de octubre de 877; Carlomán logró que los nobles italianos lo eligiesen rey de Italia en Pavía ese mismo mes. El atractivo de Italia residía en la posibilidad que tenían los nuevos reyes de saquear hasta cierto punto la región en su advenimiento; el botín servía tanto para recuperar el coste de reunir un ejército para dominar la región como para recompensar a los partidarios del rey. Carlomán fue uno de los dos reyes carolingios de Italia —el otro fue su hermano y sucesor Carlos— que no emitieron una capitulación al comienzo del reinado para proclamar su legitimidad y confirmar su intención de mantener el tradicional buen gobierno.
Carlomán confirmó la decisión de su predecesor de hacer de los obispos missi dominici (representantes reales) en sus diócesis respectivas. Además, amplió la jurisdicción episcopal para ganarse el favor de los obispos. La concesión al obispo Guibodo de Parma de la districtio o autoridad temporal en los alrededores de la ciudad fue la primera de este tipo que se había hecho a un epíscope. Para cuando Carlomán murió, la confirmación a los nuevos obispos de las concesiones de las que habían gozado sus predecesores en el cargo y el otorgamiento de otras nuevas a cambio del apoyo episcopal eran ya una tradición en Italia. Carlos había concedido derechos jurisdiccionales al papa Juan en los ducados de Spoleto y Camerino en 876. Carlomán, por su parte, apoyó a los duques Lamberto I y Guido III, que siempre reclamaron para sí los derechos que se habían concedido al papa, en calidad de representantes del rey.
Carlomán concedió tierras cercanas al palacio real de Olona al monasterio de Santa Cristina en 879. El monasterio se había fundado en el siglo VIII, pero el primer registro de que estaba dedicado a santa Cristina es la carta de Carlomán. El papa Juan solicitó el socorro de este en una misiva del 7 de junio de 879; el pontífice había tratado en vano de obtener antes el auxilio de Luis el Tartamudo, sucesor del difunto Carlos el Calvo, y había rechazado el de Carlomán. Pero, para entonces, este  estaba ya incapacitado. Poco antes de abdicar, cedió varias fincas cercanas a Olona a la iglesia de San Sixto, que había fundado la reina Engelberga en Plasencia.
Carlomán acuñó denarii en Milán y Pavía. Los milaneses solían llevar la inscripción CARLOMAN REX, mientras que los de Pavía portaban la de HCARLEMANNVS RE. Todos tenían la imagen estilizada de un templo en una de las caras de la moneda. Carlomán no emitió moneda en Baviera.

## Señor de Baviera

El Imperio carolingio en el 876. Baviera aparece en azul

En Baviera, Carlomán refundó el palacio y monasterio de Ötting. Lo dedicó a la virgen María y los numerosos santos cuyas reliquias había reunido. Hizo canciller al amigo de su padre, el lingüista Baldo. Quizá intentaron asesinarlo en 878. Según los Annales Iuvavenses, el conde  Ermenperto y sus soldados lo rodearon en Ergolding; el conde acabó huyendo a la Francia Occidental, donde lo acogió Luis el Tartamudo.
Carlomán preparó a su bastardo Arnulfo para que lo sucediese en Baviera. Una carta suya emitida en Ratisbona califica a Arnulfo de filius regalis, expresión similar a la de filius regis (hijo del rey), que era el título habitual de los hijos legítimos de los soberanos. Algunos apoyaban este plan, como el abad Regino de Prüm y los monjes de San Galo, pero otros se oponían a ella y tomaron partido por Luis, el hermano de Carlomán. Este quedó incapacitado por una enfermedad, quizá una apoplejía, a comienzos de 879. Luis acudió a Baviera para que la nobleza lo reconociese como futuro rey. No obstante, se marchó antes de la Pascua y Arnulfo se hizo con el gobierno, que ejerció en nombre de su padre. Destituyó a algunos condes importantes, que solicitaron el auxilio de Luis para recobrar sus puestos. Carlomán trató de legitimar los actos de su hijo añadiendo el nombre de este a sus cartas, pero en noviembre Luis volvió a la región para resolver de una vez por todas la sucesión. Devolvió sus cargos a los condes despedidos por Arnulfo y Carlomán abdicó formalmente en su hermano. Le encomendó además la protección de Arnulfo. Carlos dató el comienzo de su reinado en Italia en noviembre de 879, por lo que se considera que Carlomán debió de cederle no solamente Baviera, sino también Italia en la abdicación.

## Enfermedad y muerte
Los Annales Fuldenses (879) indican que Carlomán perdió la voz por la enfermedad, pero que aún podía comunicarse escribiendo. Regino de Prüm, en su crónica del año 880, recuerda que el rey era «erudito en letras» (litteris eruditus), lo que significa que podía escribir en latín.
La mayoría de las fuentes afirman que el fallecimiento de Carlomán ocurrió en marzo de 880, pero los Annales Iuvavenses aseveran que aconteció el 21 de septiembre. Fue enterrado en la capilla del palacio de Ötting. Dejó un hijo bastardo, Arnulfo, que siguió siendo margrave de Carintia durante el reinado de sus tíos; luego, en 887 se hizo rey de la Francia Oriental y en 896 obtuvo el título imperial.